# 현대 트라고
현대 트라고(Hyundai Trago)는 현대자동차가 만든 대형 트럭이다. TRAns port and go for success의 약자로, 고객에게 성공을 기원한다는 뜻을 가지고 있는 차량이다. 2006년 11월에 출시하여 뉴 파워트럭의 마이너체인지 모델이자 윗급차종으로 독자 개발한 트럭이다.
경쟁 차종은 타타대우 프리마, 볼보 FM, 스카니아 R-시리즈, 메르세데스-벤츠 악트로스, MAN TGA, 이베코 스트랄리스 등이 있다.

## 역사

### 제 1세대 (GV)

#### 트라고 (2006년11월~2010년10월)
2006년 9월에 뉴 파워트럭의 후속 모델이자 고급 모델 버전으로 출시되었다. 트라고는 8t 이상 대형 트럭 부문에서 현대차가 순수한 독자기술로 개발한 첫 모델이며, 3년간 800억원의 연구개발비가 투입됐다. 무거운 일본식 섀시에서 가볍고 적재용량이 큰 유럽형 섀시로 변경하였으며 또한 캡과 서스펜션의 개선을 통해 슈퍼트럭의 단점으로 지적돼온 승차감을 향상시켰다. 기존의 슈퍼트럭에 비하여 가속능력은 9.4%, 등판능력은 2%개선했다. 또 연비를 7% 향상시켰고 트랙터와 24t급 덤프트럭은 당시 동급 최고 인 2년, 20만km의 무상보증 기간을 적용하였다.

##### 차종별 모델
- 골드 (경제형 엔진, 고마력 엔진 트럭)
- 프로 (경제형 엔진 트럭)
- 디럭스 (경제형 엔진 트럭)

##### 세부 모델
카고
- 9.5톤《6×4 저상, 장축,초장축》
- 11.5톤《6×4, 장축,초장축》
- 19톤《8×4, 경제형/고마력, 초장축》
- 19.5톤《8×4, 경제형/고마력, 단축》
- 25톤《10×4, 초장축》

덤프
- 24톤《8×4, 단축》
- 25.5톤《8×4, 단축》

트랙터
- 6×2 구동 : 440/460
- 6×4 구동 : 440/460

##### 기술 및 성능

###### 엔진
- 저상 카고 : 300마력/120kg·m, 350마력/140kg·m
- 6x4 카고 : 380마력/160kg·m, 380마력/173kg·m, 410마력/188kg·m
- 8x4 카고(후3축 포함) : 380마력/160kg·m, 380마력/173kg·m, 410마력/188kg·m, 440마력/214kg·m, 460마력/225kg·m
- 10x4 카고 : 440마력/214kg·m, 460마력/225kg·m
- 8x4 덤프 : 440마력/214kg·m, 460마력/225kg·m
- 6x2 트랙터 : 440마력/214kg·m, 460마력/225kg·m
- 6x4 트랙터 : 440마력/214kg·m, 460마력/225kg·m
- 6x2 트랙터 : 460마력/225kg.m

###### 트랜스미션
- 8x4 카고 (ZF):전진 16단/후진 2단
- 10x4 카고 (ZF):전진 16단/후진 2단
- 8x4 덤프 (ZF):전진 16단/후진 2단
- 6x2 트랙터 (ZF):전진 16단/후진 2단
- 6x4 트랙터 (ZF):380-전진 10단/후진 2단, 440*480-전진 16단/후진 2단

#### 뉴 트라고 (2010년10월~2013년9월)

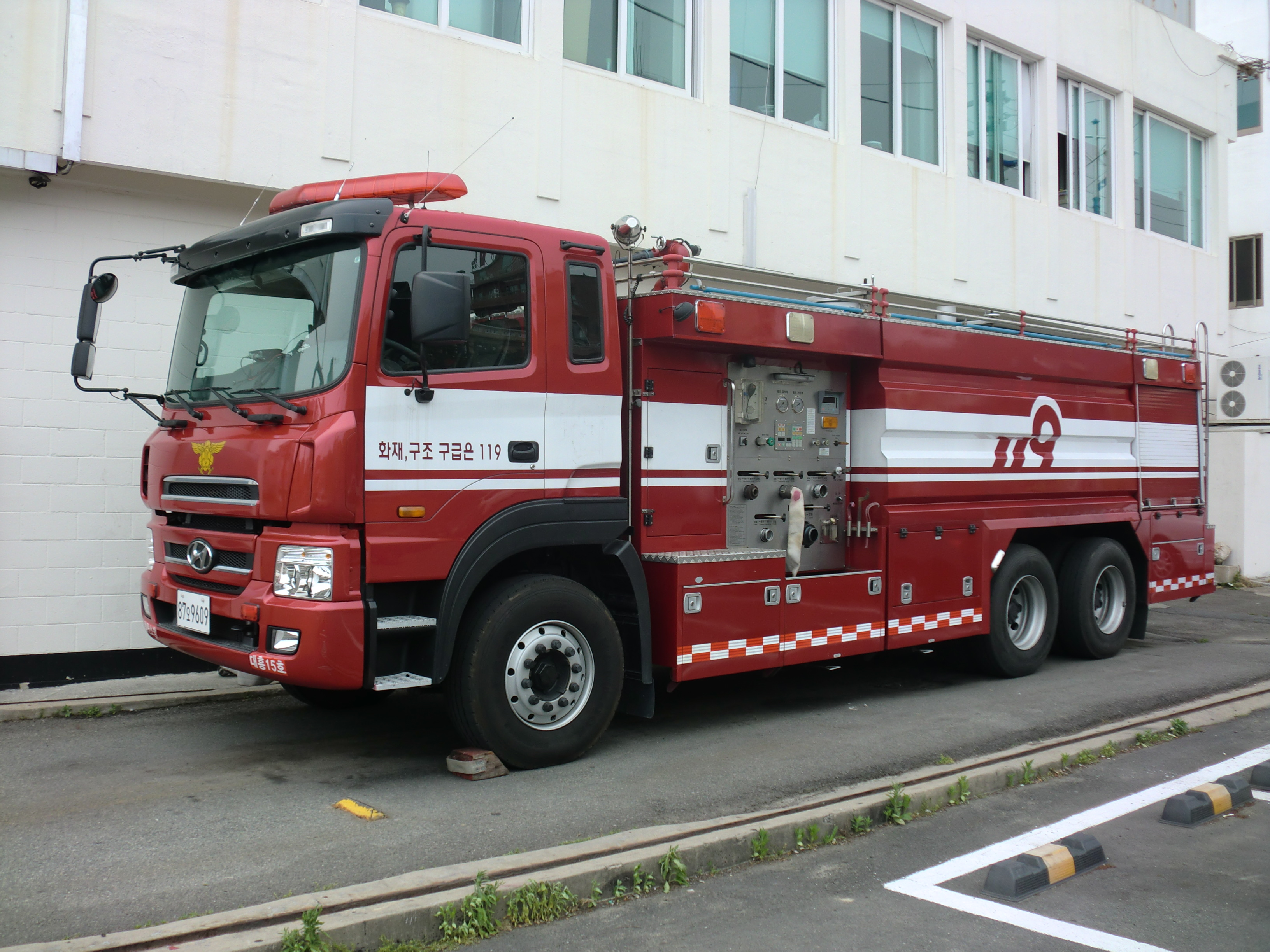
뉴 트라고 26톤 카고

2010년 10월 520마력을 가진 신형 모델이 공개되었으나, 2012년형부터는 기존에 460마력에서 500마력으로 변경됨과의 이와동시에 네비게이션과 밴드스트라이프등의 변화를 가진 2012년형이 출시되었다. 2013년 9월 20일에 엑시언트의 출시로 단종되었다.

##### 차종별 모델
- 골드 (경제형 엔진, 고마력 엔진 트럭)
- 프로 (경제형 엔진 트럭)
- 디럭스 (경제형 엔진 트럭)

##### 세부 모델
카고
- 9.5톤《6×4 저상, 장축,초장축》
- 11.5톤《6×4, 장축,초장축》
- 19톤《8×4, 경제형/고마력, 초장축》
- 19.5톤《8×4, 경제형/고마력, 단축》
- 25톤《10×4, 초장축》

덤프
- 24톤《8×4, 단축》
- 25.5톤《8×4, 단축》

트랙터
- 6×2 구동 : 440/460
- 6×4 구동 : 440/460

##### 기술 및 성능

###### 엔진
- 6×4 저상 카고 : 300마력/120kg·m, 350마력/140kg·m
- 6×4 카고 : 380마력/160kg·m, 380마력/173kg·m, 410마력/188kg·m
- 8×4 카고(후3축 포함) : 380마력/160kg·m, 380마력/173kg·m, 410마력/188kg·m, 440마력/214kg·m, 460마력/225kg·m
- 10×4 카고 : 440마력/214kg·m, 460마력/225kg·m
- 8×4 덤프 : 440마력/214kg·m, 460마력/225kg·m
- 6×2 트랙터 : 440마력/214kg·m, 460마력/225kg·m
- 6×4 트랙터 : 440마력/214kg·m, 460마력/225kg·m
- 6×2 트랙터 : 520마력/255kg'm, 460마력/225kg.m

###### 트랜스미션
- 8×4 카고 (ZF):전진 16단/후진 2단
- 10×4 카고 (ZF):전진 16단/후진 2단
- 8×4 덤프 (ZF):전진 16단/후진 2단
- 6×2 트랙터 (ZF):전진 16단/후진 2단
- 6×4 트랙터 (ZF):380-전진 10단/후진 2단, 440×480-전진 16단/후진 2단

## 경쟁 차종
- 타타대우상용차 - 타타대우 노부스 SE, 타타대우 프리마
- 볼보트럭 - 볼보 FM
- 스카니아 - 스카니아 R-시리즈
- DAF - CF, XF
- 메르세데스-벤츠 - 메르세데스-벤츠 악트로스, 메르세데스-벤츠 안토스, 메르세데스-벤츠 아록스
- MAN - MAN TGA
- 이베코 - 이베코 스트랄리스

## 같이 보기
- 현대자동차
- 베링트럭
- 현대 슈퍼트럭
- 현대 대형트럭
- 현대 뉴 파워트럭
- 현대 엑시언트